# 二四式重機槍
二四式重機槍又稱寧造二四式七九馬克沁重機槍，是中華民國國民革命軍配備的制式重機槍，也是國民革命軍在中國抗日戰爭期間代表性的裝備之一。

## 研發背景
二四式重機槍問世前，中國大型兵工廠有各自仿製重機槍，仿製主流一個是德製馬克沁機槍，另一路則是美國白朗寧水冷重機槍。由於這些量產都沒有得到原廠授權，全由技術人員逆向工程測繪零組件，缺乏制度化的製造及品管監督的結果是所有兵工廠產製的重機槍皆無法控制產出品質。
南京國民政府在1930年代統一軍械規格時，一度希望向法國採購氣冷式的霍奇克斯重機槍，但是最終這個計畫並無實行。南京政府控制的金陵兵工廠則從1915年以來就一直在生產德製馬克沁機槍，因此留學德國的兵工署長俞大維向德國交涉後，在1934年得到德國兵工署贈送完整的MG08重機槍設計圖、製造規格說明、零件樣板，等於是德國將該槍的設計與製造知識全部都送給了國民政府。
兵工署與金陵兵工廠以相關的資料重新比對，修正現有量產機具的公差與製造工序，並進行改良。水冷式馬克沁機槍在1930年代已經是久經作戰考驗的武器，金陵廠量產時也混合了其它國家的馬克沁機槍設計，也修改了一些過去已知的設計問題。在外觀最明顯的不同是兵工署開發了新型三腳架，並且開發了對空射擊用腳架與表尺，必要時可用作防空機槍。
1935年（民國24年）完成預量產型，定名為二四式重機槍，1935年8月開始量產。

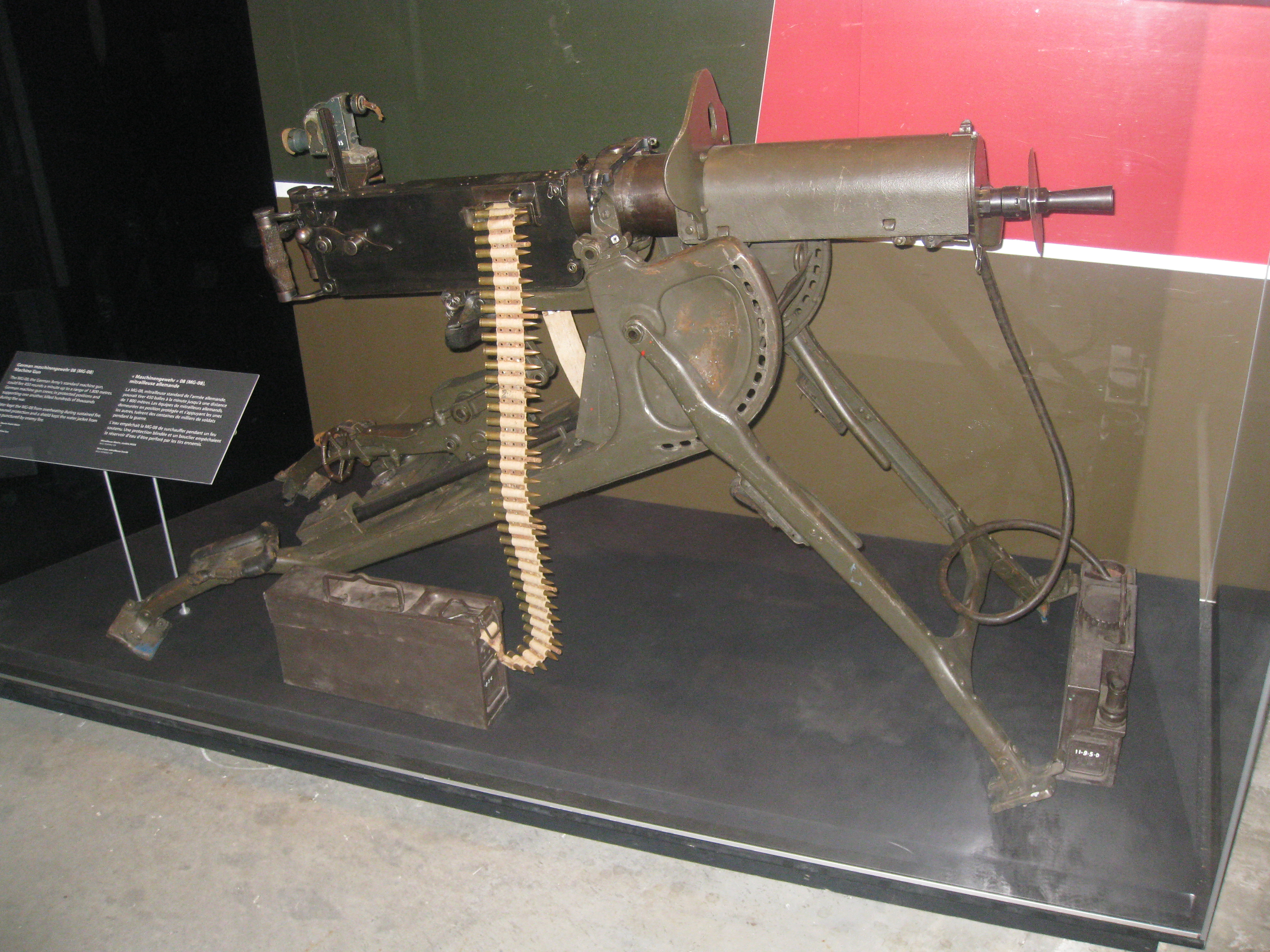
二四式的原型是德國MG08重機槍，但腳架已無共通處

## 設計特性
與德國版本差別
兩者的槍閂和鞍架不同，二四式的槍閂較易拆開而鞍裝設計也較為簡潔，金陵兵工廠也為二四式加上對空射擊表尺和腳架，以利必要時改為防空武器，二四式的扳機也比MG08易用，任何一邊受壓都可以擊發子彈。

## 衍生型

### 三六式重機槍
在東北較冷的環境，以氣冷方式便可保持連射；因此兵工署在接收瀋陽兵工廠後，生產不具水冷套筒的氣冷式二四式定名為三六式重機槍。
在中國大陸50年以後即代替二四式生產線全面改產三六式重機槍。韓戰開始後，部分二四式重機槍改用蘇聯金屬彈鏈M1908槍彈。

## 使用國
- 中華民國
- 中华人民共和国
- 印度尼西亞
- 马来西亚
- 越南民主共和国